# Țicleni
Țicleni is een stad (oraș) in het Roemeense district Gorj. De stad telt 5346 inwoners (2007).